# Gölen (Mulseryds socken, Småland)
Gölen är en sjö i Jönköpings kommun i Småland och ingår i Nissans huvudavrinningsområde.

## Galleri

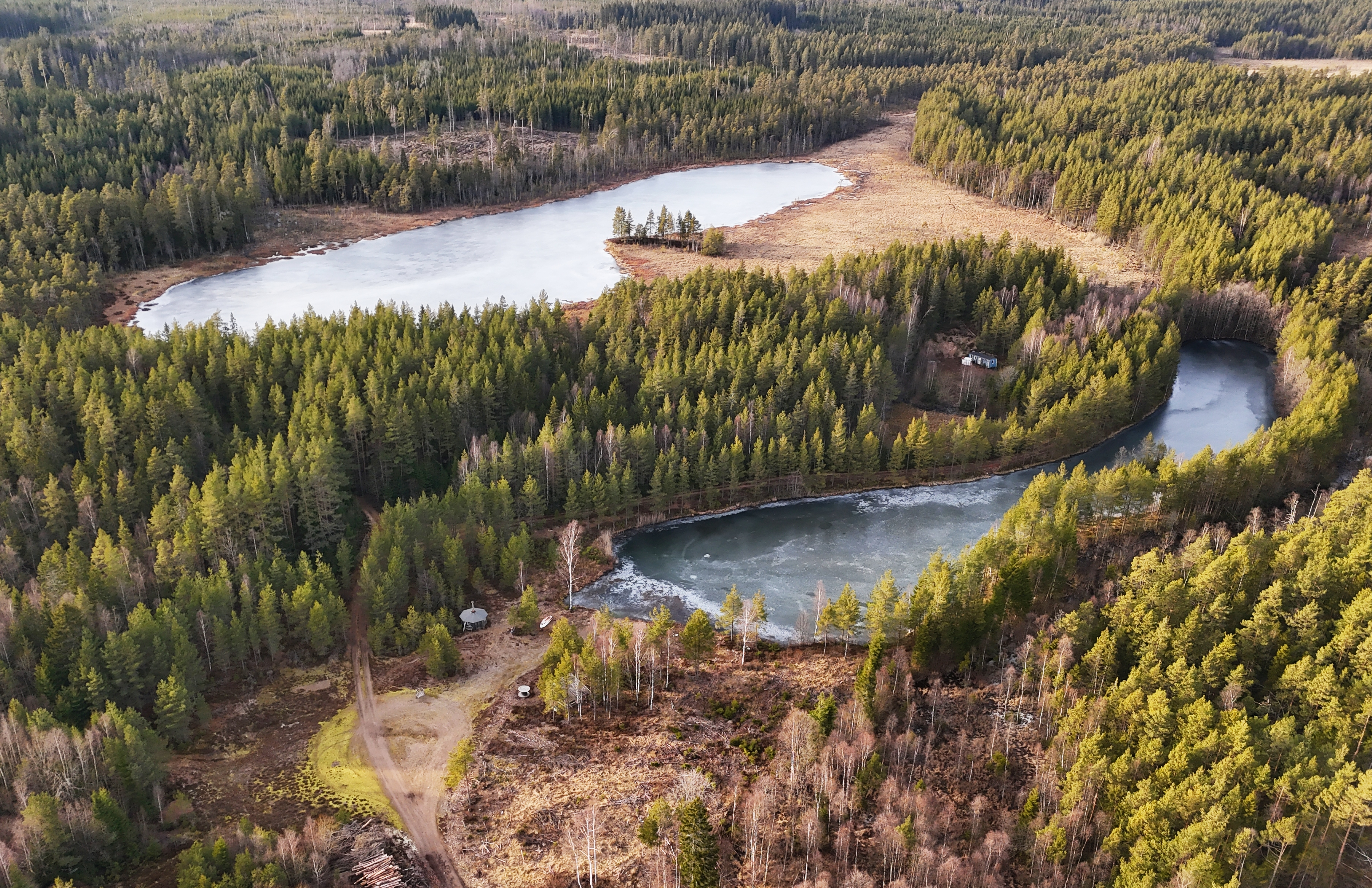
Översiktsbild från öster. Sjön  i förgrunden är namnlös.